# Đại học Saint Benilde
De La Salle-College of Saint Benilde (DLS-CSB, CSB hay Benilde), là một trường đại học tư nằm tại Malate, trên đại lộ Taft dọc theo con đường từ Đại học De La Salle-Manila.

## Lịch sử
Trường bắt đầu được thành lập lần đầu tiên vào năm 1980 dưới cái tên Trường phát triển sự nghiệp của Đại học De La Salle-Manila. Năm 1988 trường đổi tên thành Trường Saint Benilde - Đại học De La Salle ngay sau khi Hệ thống Đại học De La Salle Philippines được chính thức tạo dựng. Cho đến năm 1994 trường có ban quản trị độc lập và đến năm 1995 trường chính thức tách ra khỏi Đại học De La Salle-Manila.
Trong ngần 20 năm qua trường phát triển không ngừng và từ một phân nhánh nhỏ của trường Đại học De La Salle-Manila, Saint Benilde đã bắt đầu tạo dựng được danh tiếng và chỗ đứng riêng của mình. Trường đã từng bước mở rộng hệ thống đào tạo, thêm nhiều ngành và chương trình học mới phù hợp với xu hướng phát triển của xã hội cũng như đáp ứng nhu cầu học tập và nghiên cứu của sinh viên trong nền kinh tế hiện đại.

## Tổ chức

### Viện nghệ thuật và thiết kế
Thành lập năm 1995 và là học viện lớn nhất của trường với 9 phân khoa và khoảng 2000 sinh viên.
- Các phân khoa với chứng chỉ Bachelor of Arts: Quản lý nghệ thuật - Arts Management, Nghệ thuật truyền thông đa phương tiện - Multimedia Arts, Xuất bản âm nhạc - Music Production, Thiết kế xuất bản - Production Design, Kỹ năng sân khấu - Technical Theater, và Thiết kế thời trang & hàng tiêu dùng - Fashion Design & Merchandising.
- Chứng chỉ Bachelor of Science: Thiết kế công nghiệp - Industrial Design và Thiết kế nội thất - Interior Design.
- Chứng chỉ Bachelor of Performing Arts - Dance.
- Ngoài ra trong năm 2007 sau khi tòa nhà 14 tầng (hình dưới) trụ sở mới của học viện được hoàn thành sẽ có thêm các chứng chỉ: Hoạt hình - Animation, Nhiếp ảnh - Photography, và xuất bản phim kỹ thuật số - Digital Film Production

### Viện giáo dục câm điếc và ngành học ứng dụng
Thành lập năm 1991

### Viện quản lý khách sạn - nhà hàng
Thành lập năm 1996 với mục tiêu hướng tới ngành công nghiệp khách sạn nhà hàng. Học viện được đặt tại Trung tâm Quốc tế Angelo King (hình dưới), đây là một khách sạn trường học 4 sao nơi sinh viên có thể vừa nghiên cứu và thực hành.

### Viện quản lý và công nghệ thông tin
Là một trong những học viện đầu tiên của trường chuyên đào tạo cấp chứng chỉ hệ tiêu chuẩn: Cử nhân khoa học ngành Quản trị kinh doanh - Bachelor of Science in Business Administration (BSBA) cho chương hình học chính quy theo các chuyên ngành: 
- Ứng dụng máy tính - Computer Application
- Quản lý xuất khẩu - Export Management
- Quản lý nguồn nhân lực - Human Resource Management
- Quản lý thông tin - Information Management

Ngoài ra còn có các chuyên ngành thuộc hệ tại chức - phát triển nghề nghiệp cho các sinh viên đang đi làm: 
- Quản lý kinh doanh - Business Management
- Quản lý tiếp thị - Marketing Management.

### Viện các môn nghiên cứu chung
Nơi chuyên trách tất cả các môn học đại cương, nghiên cứu chung cho tất cả các ngành học tại trường. Là một trong nhưng viện lớn nhất tại trường nhưng viện chỉ đào tạo một chứng chỉ duy nhất là Cử nhân văn chương ngành ngoại giao - Bachelor of Arts in Consular and Diplomatic Affairs, với mục đích phát triển nghiên cứu quan hệ quốc tế.

### Một số thông tin thêm
- Tiếng Anh là ngôn ngữ giảng dạy chính thức, trừ một số môn ngoại ngữ, đòi hỏi phải sử dụng các ngôn ngữ khác...
- Một năm có 3 học kỳ chính thức mỗi học kỳ dài 3 tháng, bắt đầu vào tháng 6 và kết thúc vào khoảng giữa tháng 4.
- Nghỉ giữa kỳ 1 tuần, nghỉ lễ giáng sinh 2 tuần và nghỉ hè 6 tuần
- Chương trình học từ 9 tới 12 kỳ tùy theo ngành học
- Học phí mỗi kỳ khoảng từ 800 đến 2000 đô la Mỹ (với số lượng học phần đủ theo quy định) tùy theo ngành học
- Tỷ lệ sinh viên nước ngoài tại trường khá cao. Riêng sinh viên gốc hoa chiếm khoảng 20% tổng số, ngoài ra còn có nhiều sinh viên khác đến từ Hàn Quốc, Trung Quốc, Nhật Bản...
- Trường có hội sinh viên nước ngoài để giao lưu cũng như hỗ trợ giúp đỡ nhau trong quá trình theo học tại trường
- Trang thiết bị của trường đồng bộ và hiện đại đáp ứng nhu cầu học tập và giảng dạy một cách tối ưu. Điều hòa, máy tính và máy chiếu được trang bị tại tất cả các phòng học, giảng đường chính và các phòng thể thao, câu lạc bộ. Toàn bộ khuân viên trường đều được phủ sóng mạng internet không dây Wifi.

## Hình ảnh

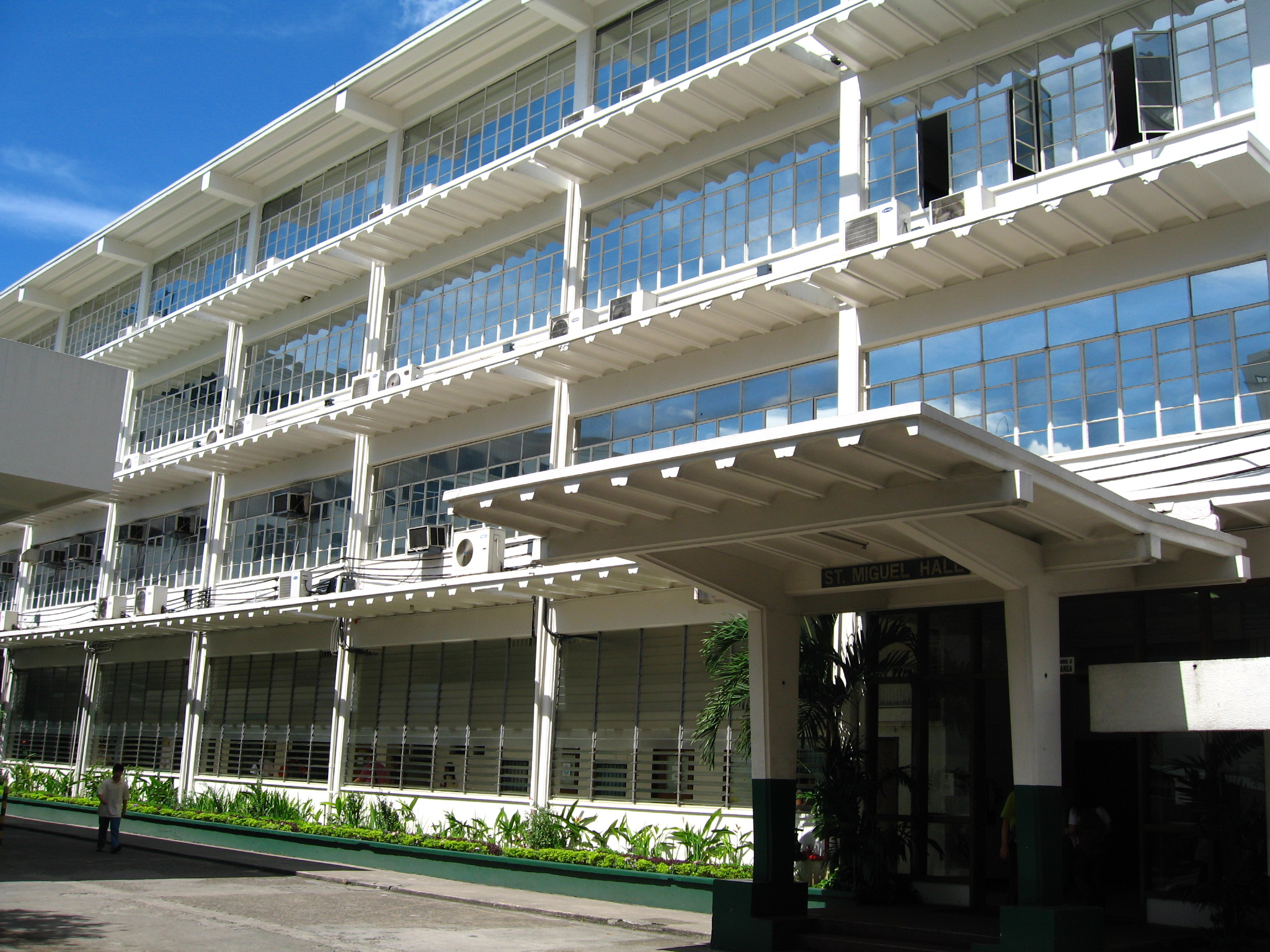
Khu giảng đường Benilde Hall cũ nằm trong khuân viên đại học DLSU-Manila của trường cho đến năm 1989. Nó đã được đổi tên thành Miguel Hall sau khi trường chuyển đi
Khu giảng đường St. Benilde Hall năm 1991
Taft Campus - Cổng chính của khuôn viên Taft nằm ngay dưới ga tàu điện Metro LRT Manila (hệ thống tàu điện trên cao đầu tiên tại ASEAN)
Khu giảng đường St. Benilde Hall
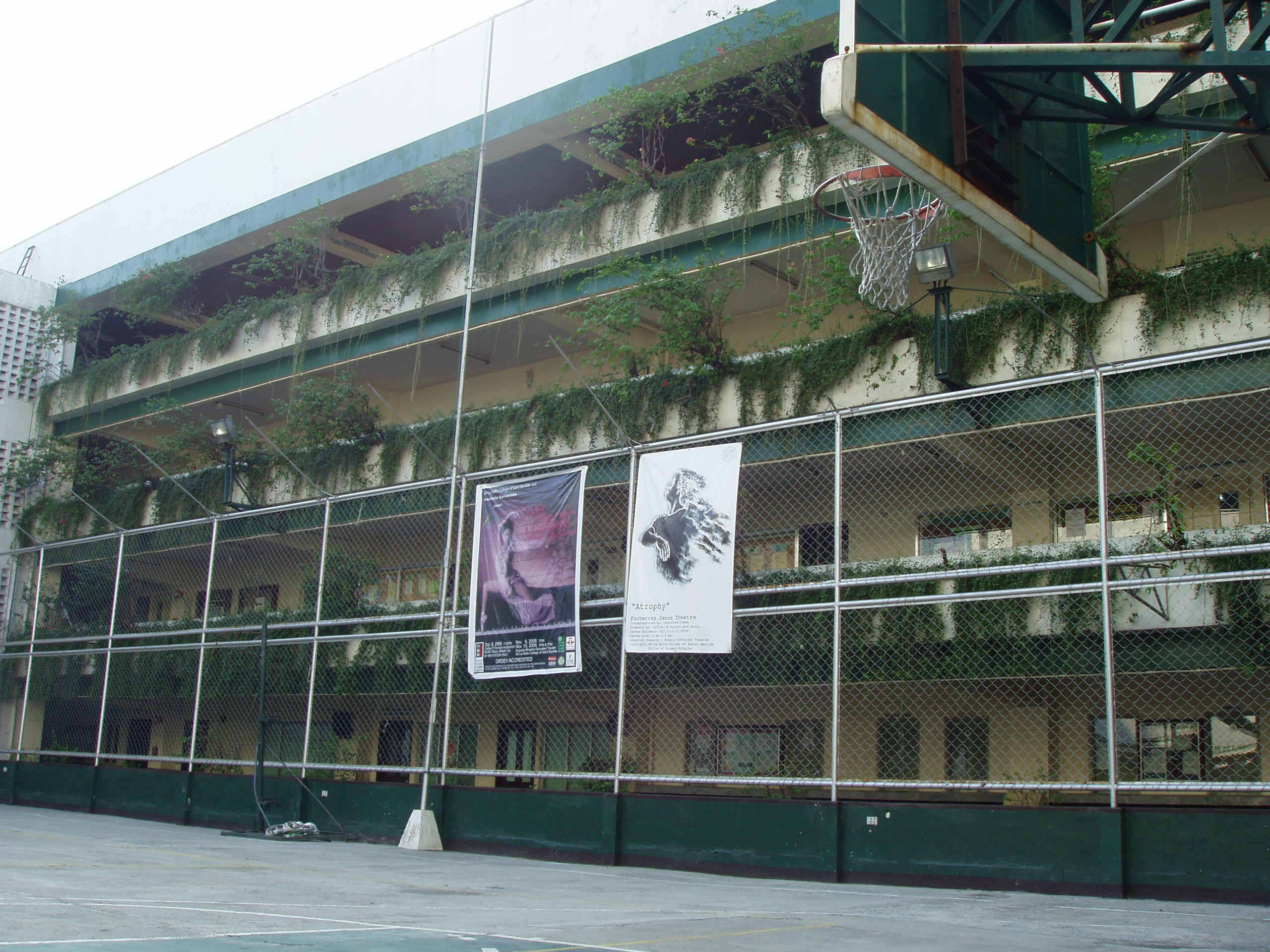
Khu giảng đường Duerr Hall
Khu giảng đường St. Mutien Marie HallKhu giảng đường St. Mutien Marie Hall
Khu giảng đường Blessed Solomon Hall
Trung tâm quốc tế Angelo King - nơi giảng dạy tiếng Anh và một số ngoại ngữ khác cho sinh viên nước ngoài. Ngoài ra đây cũng là giảng đường của Học viện quản lý khách sạn - nhà hàng, và đồng thời cũng là khách sạn CSB - một khách sạn trường học 4 sao.
Tòa nhà 14 tầng của Học viện nghệ thuật và thiết kế (The School of Design and Arts) mới được đưa vào sử dụng năm 2007 với tổng vốn đầu tư 10 tỷ Peso tương đương hơn 20 triệu đô la Mỹ (thời điểm 2005). Đây là một trong những dự án thể hiện tham vọng và là niềm tự hào của Hệ thống đại học De La Salle.
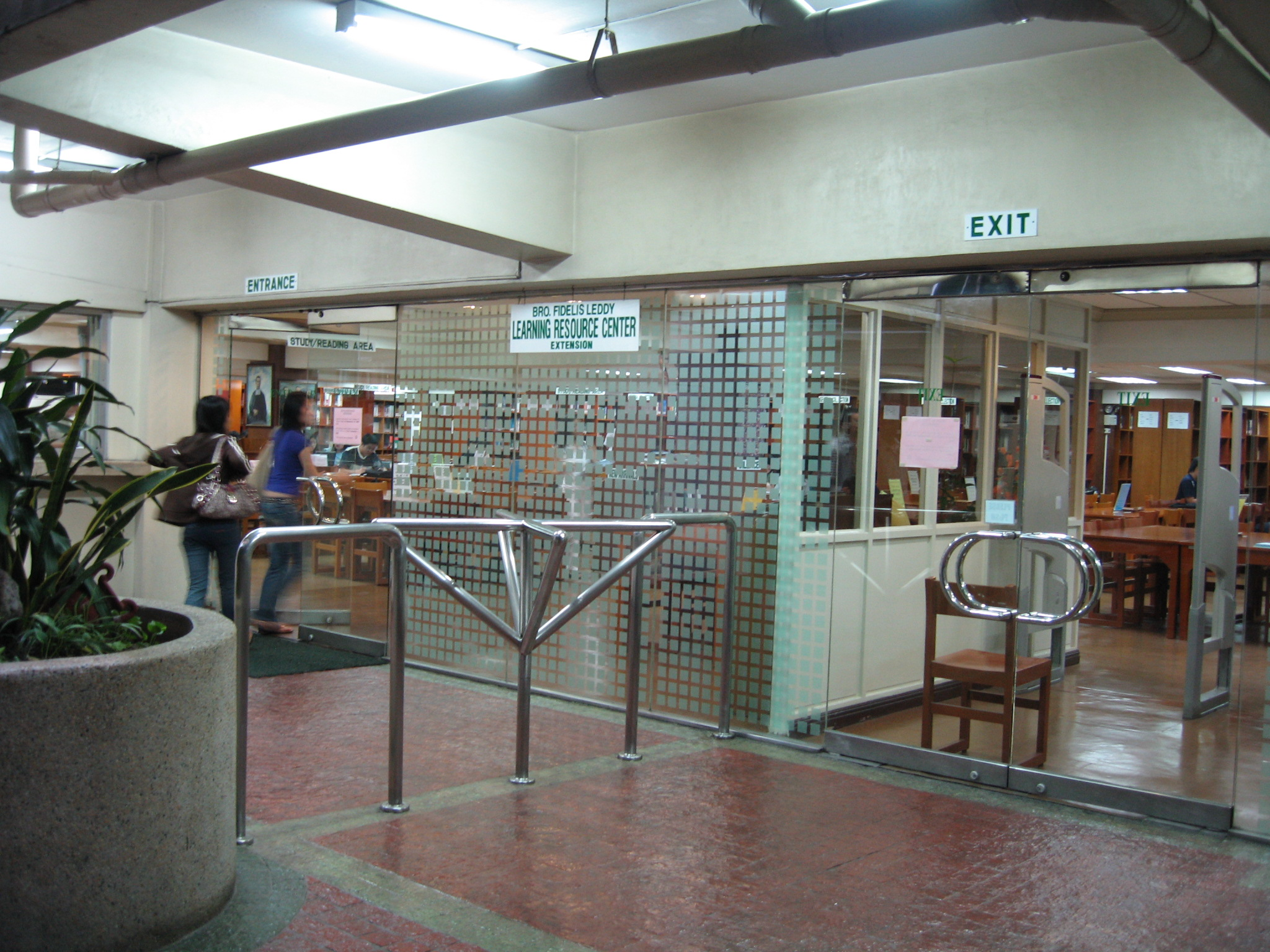
Lối vào khu Trung tâm nghiên cứu và trang thiết bị giảng dạy LRC-Extension. Với tổng cộng hơn 80.000 đầu sách với số lượng 90.000 quyển và nhiều trang thiết bị phục vụ nghiên cứu giảng dạy khác như băng đĩa tư liệu, bản đồ...
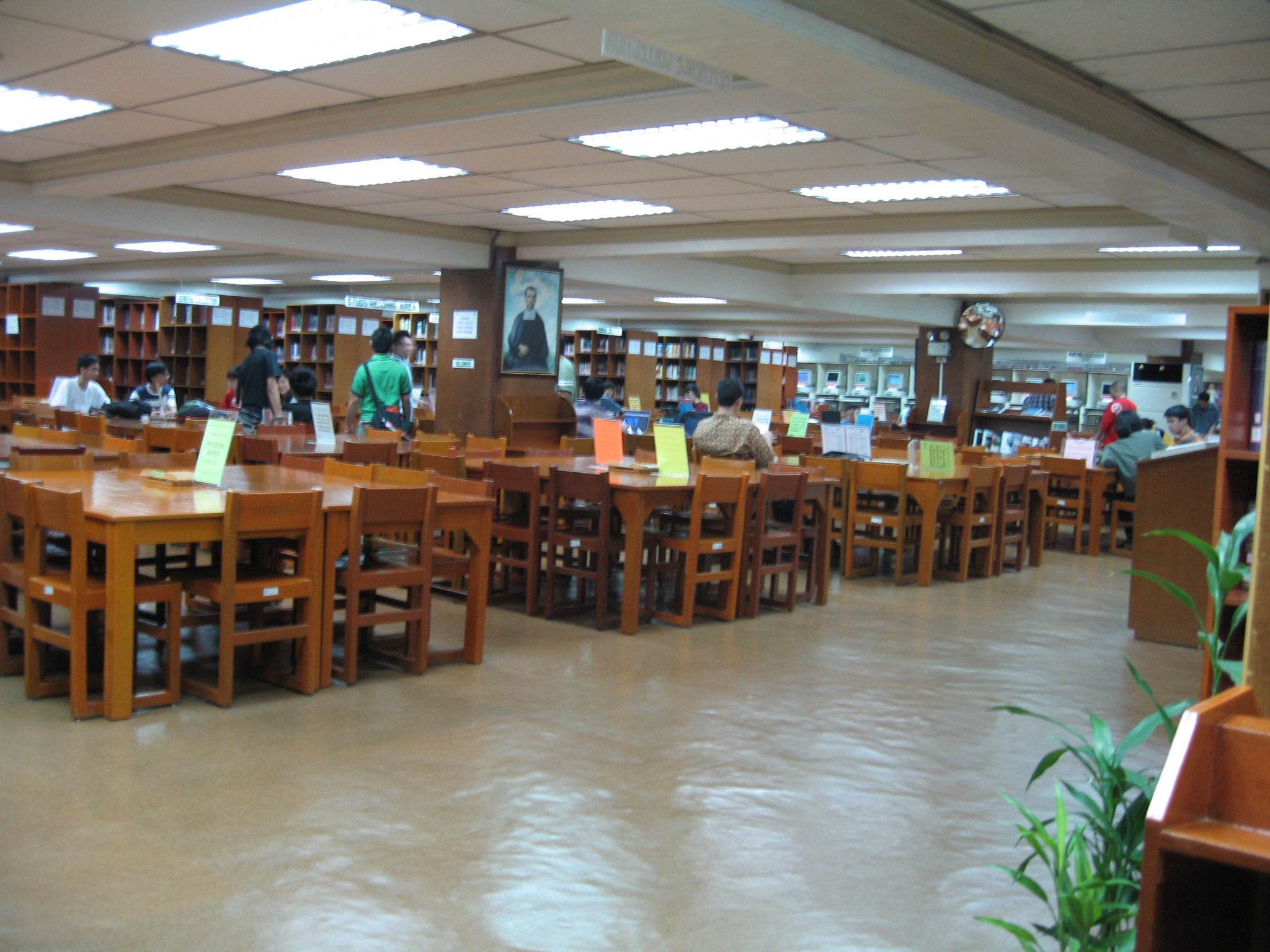
Khu vực thư viện của Trung tâm LRC-Extension.